# 离去的女人
《離去的女人》是一部2016年拉夫·狄亞茲編劇、監製、剪輯、執導的菲律賓黑白劇情片，入選第73屆威尼斯影展正式競賽單元，最終赢得金獅獎。儘管本片的發行量非常有限，但本片幾乎得到了評論家的普遍好評。
《離去的女人》是飾演本片女主角的切洛·桑托斯-孔奇奧在卸任ABS-CBN總裁兼首席執行官後重返演藝圈後製作的第一部電影。

## 演员
- 切洛·桑托斯-孔奇奧（英语：Charo Santos-Concio） - Horacia Somorostro
- 麥克·德·梅薩（英语：Michael de Mesa）
- 諾尼·布恩卡米諾（英语：Nonie Buencamino）
- 夏曼·辛特納（英语：Shamaine Buencamino）
- 約翰·洛依德·克魯茲（英语：John Lloyd Cruz）
- Marj Lorico
- Mayen Estanero
- Romelyn Sale
- Lao Rodriguez
- Jean Judith Javier
- Mae Pane
- Kakai Bautista

## 評價
本片在評論匯總網站爛番茄上根據20篇影評（16篇好評，4篇差評），新鮮度達80%，平均得分7.3／10；在Metacritic上根據13位影評人而獲得83分（滿分100），代表「普遍好評」。